# Stenygrocercus alphoreus
Stenygrocercus alphoreus is een spinnensoort uit de familie Dipluridae. De soort komt voor in Nieuw-Caledonië.